# Hà Chỉ San
Hà Chỉ San (tiếng Anh: Goldie Ho Tze Shan, sinh ngày 2 tháng 11 năm 1973), tên thật là Hà Ỷ Vân, là một nữ diễn viên, người mẫu và doanh nhân người Hồng Kông, hiện đang là nghệ sĩ hợp đồng chính thức của đài TVB.。

## Giới thiệu
Hà Ỷ Vân có ba người anh trai và hai người chị gái, là con út trong gia đình. Cô lớn lên ở khu Hà Văn Điền, Cửu Long và đã học tại Cao đẳng Lương Thức Chi. Sau khi tốt nghiệp trung học, cô theo học khóa thiết kế máy tính tại một trường cao đẳng. Sau đó, trong thời gian tìm việc, cô được một người săn lùng tài năng phát hiện và đã sang Mexico quay quảng cáo cho một thương hiệu thời trang, đồng thời có cơ hội tham gia thử vai cho bộ phim "Phi hổ hùng tâm". Sau đó vào năm 1997, cô chính thức ký hợp đồng trở thành người mẫu cho Công ty Chúng tinh đường (StarzPeople),  làm việc cùng với Chu Lệ Kỳ và Maggie Q. Sau đó, cô chủ yếu tiếp tục quay quảng cáo tại Hong Kong và Trung Quốc, cũng như tham gia các sự kiện thời trang cao cấp của những thương hiệu nổi tiếng. Năm 2000, cô đã đóng thế cho nhân vật bà Trương Mộ Vân (do Tôn Giai Quân thủ vai) trong phim "Tâm trạng khi yêu" và cô cũng từng đảm nhận vai trò người thay ánh sáng (đèn) cho Trương Mạn Ngọc.
Năm 2003, thông qua sự giới thiệu của công ty quản lý người mẫu, Hà Ỷ Vân quyết định không để ý đến sự phản đối của gia đình và đăng ký tham gia lớp đào tạo diễn viên khóa 17 của đài TVB, chính thức chuyển từ nghề người mẫu sang diễn xuất. Cô đã tham gia nhiều bộ phim truyền hình của TVB và có những vai diễn nổi bật như: Cao Dật Lam trong "Khúc nhạc tình yêu (Tình yêu dưới vòm trời)"; Julie Châu Lợi Lợi trong "Hạnh phúc ảo"; Trương Tụng Tư trong "Tìm lại một nửa"; Elaine Du Di trong "Ẩm thực cuộc sống"; Maggie Quản Mỹ Kỳ trong "Mái ấm gia đình 1-2"; Paula Trần Bảo Lạp trong "Mái ấm gia đình 3"; Anh Nat Chu Thiệu Đình trong "Lạc lối"; Mia Mã Mỹ Na trong "Mái ấm gia đình 4"...
 Hà Ỷ Vân cũng là một trong những diễn viên thường xuyên được giám chế Vương Tâm Uỷ  của TVB lựa chọn. Từ năm 2010, cô bắt đầu làm tình nguyện cho Hiệp hội bảo vệ và phòng chống hành vi tàn ác đối với Động vật, tham gia các chương trình triệt sản và cứu hộ mèo hoang. Cô đã cải thiện mối quan hệ với cha mẹ sau khi gửi nuôi một chú mèo hoang tại nhà của cha mẹ.
Cô có một người bạn trai ngoài ngành giải trí đã quen nhau hơn 20 năm, cả hai đã thỏa thuận không có kế hoạch sinh con và không có ý định kết hôn. Vào tháng 3 năm 2021, cô mở cửa hàng đá quý mang tên "Yee Wan Of Savannah Chuyên gia pha lê" tại Trung tâm Công nghiệp Lê Chi Giác ở Hong Kong. Tháng 2 năm 2022, cô thông báo trên mạng xã hội về việc đổi tên thành "Hà Chỉ San (何芷姗 Goldie Ho )".

## Phim đã tham gia

### Phim truyền hình
| Năm                 | Tên phim bằng tiếng Việt                    | Tên phim bằng tiếng Anh             | Tên phim bằng tiếng Trung | Vai diễn                                 | Ghi chú              |
| 2001-2002           | Gia đình vui vẻ                             | Virtues of Harmony                  | 皆大歡喜(古裝)            | Người phụ nữ                             | Tập 30               |
| 2001-2002           | Gia đình vui vẻ                             | Virtues of Harmony                  | 皆大歡喜(古裝)            | Phu nhân                                 | Tập 85               |
| 2001-2002           | Gia đình vui vẻ                             | Virtues of Harmony                  | 皆大歡喜(古裝)            | Khách du lịch                            | Tập 97 - tập 99      |
| 2001-2002           | Gia đình vui vẻ                             | Virtues of Harmony                  | 皆大歡喜(古裝)            | Người đẹp                                | Tập 117              |
| 2001-2002           | Gia đình vui vẻ                             | Virtues of Harmony                  | 皆大歡喜(古裝)            | Người phụ nữ xinh đẹp                    | Tập 133              |
| 2001-2002           | Gia đình vui vẻ                             | Virtues of Harmony                  | 皆大歡喜(古裝)            | Ma nữ                                    | Tập 181              |
| 2001-2002           | Gia đình vui vẻ                             | Virtues of Harmony                  | 皆大歡喜(古裝)            | Thí Sinh                                 | Tập 185              |
| 2001-2002           | Gia đình vui vẻ                             | Virtues of Harmony                  | 皆大歡喜(古裝)            | Thiên Văn                                | Tập 248              |
| 2001-2002           | Gia đình vui vẻ                             | Virtues of Harmony                  | 皆大歡喜(古裝)            | Hồ ly tinh                               | Tập 293              |
| 2001-2002           | Gia đình vui vẻ                             | Virtues of Harmony                  | 皆大歡喜(古裝)            | Gái điếm                                 | Tập 302- tập 303     |
| 2002                | Khát vọng                                   | Fight for Love                      | 談談情·練練武             | Văn                                      |                      |
| 2002                | Nối lại tình xưa                            | Love And Again                      | 駁命老公追老婆            | Mỹ Quân                                  |                      |
| 2002                | Bước ngoặt cuộc đời                         | Golden Faith                        | 流金歲月                  | Người mẫu                                |                      |
| 2002                | Niềm tin một đời                            | The Trust of a Lifetime             | 情事緝私檔案              | Jenny (Thư ký của Phó Quốc Xương)        |                      |
| 2002                | Đội cứu hỏa anh hùng II                     | Burning Flame II                    | 烈火雄心II                | Phóng viên tin tức                       | Tập 30               |
| 2002                | Cơ hội mong manh                            | Slim Chances                        | 我要Fit一Fit              | Nhân viên bán hàng của cửa hàng túi xách | Tập 9                |
| 2002                | Dị linh linh dị                             | 2002 (Special Unit 2002)            | 異靈靈異                  | Đồng nghiệp công ty Jesse                | Tập 20               |
| 2002                | Bước ngoặt cuộc đời                         | Golden Faith                        | 流金歲月                  | Người mẫu                                | Tập 3                |
| 2003                | Nhân chứng II                               | Witness To A Prosecution II         | 洗冤錄II                  | Kỹ nữ                                    | Tập 2, 5, 9 và 11    |
| 2003                | Quá khứ và hiện tại                         | The King Of Yesterday And Tomorrow  | 九五至尊                  | Các thành viên đội nhào lộn Quảng Châu   |                      |
| 2003                | Ông bố vợ                                   | The Driving Power                   | 非常外父                  | Cindy                                    |                      |
| 2003                | Mong manh cuộc tình                         | Ups and Downs in the Sea of Love    | 十萬噸情緣                | Nhân viên                                |                      |
| 2003                | Se duyên                                    | Better Halves                       | 金牌冰人                  | Thuý                                     |                      |
| 2003                | Bao La Vùng Trời                            | Triumph in the Skies                | 衝上雲霄                  | Học viên                                 | Tập 18 và 19         |
| 2003                | Bao La Vùng Trời                            | Triumph in the Skies                | 衝上雲霄                  | Tiếp viên hàng không                     | Tập 26               |
| 2003                | Thiếu gia vùng Tây Quan                     | Point of No Return                  | 西關大少                  | Khách dự tiệc sinh nhật                  | Tập 1 và 2           |
| 2003                | Thiếu gia vùng Tây Quan                     | Point of No Return                  | 西關大少                  | Vương Lợi Na                             | Tập 12               |
| 2003                | Thiếu gia vùng Tây Quan                     | Point of No Return                  | 西關大少                  | Khách                                    | Tập 20               |
| 2003 - 2005         | Gia đình vui vẻ 2                           | The Virtues of Harmony II           | 皆大歡喜(時裝)            | Nhân viên bán chăn ga gối điệm           | Tập 10               |
| 2003 - 2005         | Gia đình vui vẻ 2                           | The Virtues of Harmony II           | 皆大歡喜(時裝)            | Người phụ nữ xinh đẹp                    | Tập 35 và 148        |
| 2003 - 2005         | Gia đình vui vẻ 2                           | The Virtues of Harmony II           | 皆大歡喜(時裝)            | Người phục vụ quầy bar                   | Tập 41               |
| 2003 - 2005         | Gia đình vui vẻ 2                           | The Virtues of Harmony II           | 皆大歡喜(時裝)            | Minnie                                   | Tập 85               |
| 2003 - 2005         | Gia đình vui vẻ 2                           | The Virtues of Harmony II           | 皆大歡喜(時裝)            | Joey                                     | Tập 114              |
| 2003 - 2005         | Gia đình vui vẻ 2                           | The Virtues of Harmony II           | 皆大歡喜(時裝)            | Người phụ nữ bụng to                     | Tập 186              |
| 2003 - 2005         | Gia đình vui vẻ 2                           | The Virtues of Harmony II           | 皆大歡喜(時裝)            | Nhân viên                                | Tập 200              |
| 2003 - 2005         | Gia đình vui vẻ 2                           | The Virtues of Harmony II           | 皆大歡喜(時裝)            | Cô gái xinh đẹp                          | Tập 224 và 351       |
| 2003 - 2005         | Gia đình vui vẻ 2                           | The Virtues of Harmony II           | 皆大歡喜(時裝)            | Nhân viên tạp vụ                         | Tập 228              |
| 2003 - 2005         | Gia đình vui vẻ 2                           | The Virtues of Harmony II           | 皆大歡喜(時裝)            | Cô gái xinh đẹp                          | Tập 253              |
| 2003 - 2005         | Gia đình vui vẻ 2                           | The Virtues of Harmony II           | 皆大歡喜(時裝)            | Lam thế thân                             | Tập 262              |
| 2003 - 2005         | Gia đình vui vẻ 2                           | The Virtues of Harmony II           | 皆大歡喜(時裝)            | Cô gái xinh đẹp trên bãi biển            | Tập 272              |
| 2003 - 2005         | Gia đình vui vẻ 2                           | The Virtues of Harmony II           | 皆大歡喜(時裝)            | Người phụ nữ xinh đẹp                    | Tập 292              |
| 2003 - 2005         | Gia đình vui vẻ 2                           | The Virtues of Harmony II           | 皆大歡喜(時裝)            | Cô hầu bàn                               | Tập 365              |
| 2003 - 2005         | Gia đình vui vẻ 2                           | The Virtues of Harmony II           | 皆大歡喜(時裝)            | Vợ của Vương Thượng                      | Tập 374              |
| 2003 - 2005         | Gia đình vui vẻ 2                           | The Virtues of Harmony II           | 皆大歡喜(時裝)            | Khách                                    | Tập 387 và 388       |
| 2003 - 2005         | Gia đình vui vẻ 2                           | The Virtues of Harmony II           | 皆大歡喜(時裝)            | Bà Trương                                | Tập 395              |
| 2003 - 2005         | Gia đình vui vẻ 2                           | The Virtues of Harmony II           | 皆大歡喜(時裝)            | Khách                                    | Tập 430, 432, 433    |
| 2004                | Lương duyên tiền định                       | Lady Fan                            | 烽火奇遇結良緣            | Người phụ nữ mang thai                   |                      |
| 2004                | Cuộc chiến khốc liệt                        | Blade Heart                         | 血薦軒轅                  | Lạc Uyển Quân                            |                      |
| 2004                | Vụ án kỳ bí                                 | To Get Unstuck In Time              | 隔世追兇                  | Mã Anh Phụng                             |                      |
| 2004                | Ba họ một nhà                               | A Handful of Love                   | 一屋兩家三姓人            | Chị Tư                                   |                      |
| 2004                | Giấc mộng hiệp sĩ                           | The Vigilante In The Mask           | 怪俠一枝梅                | Kỹ nữ                                    |                      |
| 2004                | Thâm cung nội chiến                         | War And Beauty                      | 金枝慾孽                  | Cát tần                                  |                      |
| 2005                | Bố Y thần tướng                             | Face To Fate                        | 布衣神相                  | Hoa cô nương                             |                      |
| 2005                | Bóng vua                                    | The Prince's Shadow                 | 御用闲人                  | Như quý nhân                             |                      |
| 2005                | Khí phách Hoàng Phi Hồng                    | Wong Fei Hung – Master of Kung Fung | 我師傅係黃飛鴻            | Văn Văn                                  |                      |
| 2005                | Gia đình tôi                                | My family                           | 甜孫爺爺                  | Giáo sư                                  |                      |
| 2005                | Cảnh sát mới ra trường (Học cảnh hùng tâm)  | The Academy                         | 學警雄心                  | Khách du lịch                            |                      |
| 2005                | Đội cứu hộ trên không                       | Always Ready                        | 隨時候命                  | Y tá                                     |                      |
| 2005                | Duyên tình Tây Sương                        | Lost In The Chamber Of Love         | 西廂奇緣                  | Kỹ nữ                                    |                      |
| 2005                | Chuyện về chàng Vượng                       | Life Made Simple                    | 阿旺新傳                  | Janet                                    |                      |
| 2005                | Khách sạn vui vẻ                            | Fantasy Hotel                       | 開心賓館                  | Tiếp viên hàng không                     |                      |
| 2005                | Bàn tay nhân ái 3                           | Healing Hands III                   | 妙手仁心III               | Tô An Thiến (Rosanna）                   |                      |
| 2005                | Sóng gió khách sạn                          | Revolving Doors of Vengeance        | 酒店風雲                  | Suzie                                    |                      |
| 2005                | Quyền lực đen tối                           | The Charm Beneath                   | 胭脂水粉                  | Y tá                                     |                      |
| 2005                | Mưu dũng kỳ phùng                           | The Gentle Crackdown                | 秀才遇著兵                | Kỹ nữ di hương viện                      |                      |
| 2006                | Bí mật gia tộc                              | Greed Mask                          | 謎情家族                  | Người mẫu                                |                      |
| 2006                | Người đàn ông gan dạ                        | Guts of Man                         | 蓋世孖寶                  | Tiểu Hà                                  |                      |
| 2006                | Khúc nhạc tình yêu (Tình yêu dưới vòm trời) | Under The Canopy Of Love            | 天幕下的戀人              | Cao Dật Làm (Chris）                     |                      |
| 2006                | Lý lữ con tim                               | Bar Bender                          | 潮爆大狀                  | Phóng viên tài chính                     |                      |
| 2006                | Đáng mặt nữ nhi                             | La Femme Desperado                  | 女人唔易做                | Dương Mỹ Tuyết                           |                      |
| 2006                | Bằng chứng thép I                           | Forensic Heroes                     | 法證先鋒                  | Cô gái xinh đẹp                          | Tập 13               |
| 2006                | Bảo hiểm tình yêu                           | Love Guaranteed                     | 愛情全保                  | Cô dâu                                   |                      |
| 2006                | Đội tình báo CIB                            | CIB Files                           | 刑事情報科                | Nana                                     |                      |
| 2006                | Phụng hoàng lâu                             | Maidens' Vow                        | 鳳凰四重奏                | Nhân viên quan hệ công chúng             |                      |
| 2007                | Bức họa cuộc đời                            | Life Art                            | 寫意人生                  | Elaine                                   |                      |
| 2007                | Thuật tiên tri                              | A Change of Destiny                 | 天機算                    | Tang Kỳ                                  |                      |
| 2007                | Thử thách hôn nhân                          | The Family Link                     | 師奶兵團                  | Bà Trần                                  |                      |
| 2007                | Cảnh sát tài ba                             | The Ultimate Crime Fighter          | 通天幹探                  | April Ma                                 |                      |
| 2008                | Hạnh phúc ảo                                | The Seventh Day                     | 最美麗的第七天            | Châu Lợi Lợi (Julie）                    |                      |
| 2008                | Kim thạch lương duyên                       | A Journey Called Life               | 金石良緣                  | Gloria                                   |                      |
| 2008                | Đấu trí                                     | Catch Me Now                        | 原來愛上賊                | Cố Khiết Tâm (Sammi）                    |                      |
| 2008                | Quan hệ đồng nghiệp                         | Best Selling Secrets                | 同事三分親                | Stephanie                                |                      |
| 2008                | Tìm lại một nửa                             | Last One Standing                   | 與敵同行                  | Trương Tụng Tư                           |                      |
| 2008 - 2010         | Tình đồng nghiệp                            | Off Pedder                          | 畢打自己人                | Mạch Thu Quyên (June）                   |                      |
| 2009                | Trái bí lớn                                 | The Winter Melon Tale               | 大冬瓜                    | Như Mộng                                 |                      |
| 2009                | Đại lão gia sau bức màn                     | Man In Charge                       | 幕後大老爺                | Nhậm Phi Yến                             |                      |
| 2009                | Anh hùng trong biển lửa III                 | Burning Flame Ⅲ                     | 烈火雄心III               | Ada                                      |                      |
| 2009                | Ẩm thực cuộc sống                           | The Stew of Life                    | 有營煮婦                  | Du Đi (Elaine）                          |                      |
| 2009                | Thái Ngạc và Tiểu Phụng Tiên                | In the Chamber of Bliss             | 蔡鍔與小鳳仙              | Hoa Diễm Hồng                            |                      |
| 2010                | Những vụ án kỳ lạ                           | Twilight Investigation              | 囧探查過界                | Shirley                                  |                      |
| 2011                | Giải mã nhân tâm                            | A Great Way To Care                 | 仁心解碼                  | Tina                                     |                      |
| 2011                | Bảy ngày trong đời                          | 7 Days in Life                      | 隔離七日情                | Hoắc Mạn Đình (Mandy）                   |                      |
| 2011                | Hôn nhân tiền định                          | Only you                            | Only You 只有您           | Lâm Ỷ Ling (Ling）                       |                      |
| 2011                | Văn phòng bác sĩ                            | Show Me the Happy                   | 依家有喜                  | Maggie                                   |                      |
| 2011                | Chân tướng                                  | The Other Truth                     | 真相                      | Trương Ngọc Anh                          |                      |
| 2011                | Đại nội thị vệ                              | The Life and Times of a Sentinel    | 紫禁驚雷                  | Trần Tú Phi (thanh niên )                |                      |
| 2011                | Bằng chứng thép III                         | Forensic Heroes III                 | 法證先鋒III               | Thôi Ân Nguyệt (Moon)                    |                      |
| 2012 - 2015         | Mái ấm gia đình 1-2                         | Come Home Love                      | 愛·回家                   | Quản Mỹ Kỳ (Maggie)                      |                      |
| 2012                | Con đường mưu sinh                          | No Good Either Way                  | 衝呀！瘦薪兵團            | Tô Tiểu Linh (Elaine）                   |                      |
| 2012                | Nấc thang cuộc đời                          | The Last Steep Ascent               | 天梯                      | Giang Bích Kỳ                            |                      |
| 2013                | Cự luân                                     | Brother's Keeper                    | 巨輪                      | Ivy                                      |                      |
| 2014                | Nội gián ATF                                | Ruse of Engagement                  | 叛逃                      | Đinh Huệ Linh (Ling）                    |                      |
| 2016                | Mái ấm gia đình 3                           | Come Home Love: Dinner At 8         | 愛·回家之八時入席         | Trần Bảo Lạp (Paula）                    |                      |
| 2016                | Tình yêu và ngã rẽ                          | Between Love & Desire               | 完美叛侶                  | Trương Tú Chi                            |                      |
| 2016                | Cự luân 2                                   | Brother's Keeper II                 | 巨輪II                    | Ivy                                      |                      |
| 2016                | Luật sư đại tài                             | Law dis-Order                       | 律政強人                  | Tạ Khanh Nhi (Sandy）                    |                      |
| 2017                | Thần Tài đến                                | May Fortune Smile On You            | 財神駕到                  | Mã Lợi                                   |                      |
| 2017                | Lạc lối                                     | Destination Nowhere                 | 迷                        | Chu Thiệu Đình (Natalie）                |                      |
| 2018                | Bà trùm                                     | Apple Colada                        | 果欄中的江湖大嫂          | Dương Thục Lan                           |                      |
| 2018                | Nghịch duyên                                | Daddy cool                          | 逆緣                      | Thang Trạch Vấn (Wendy）                 |                      |
| Từ năm 2018 đến nay | Mái ấm gia đình 4                           | Come Home Love: Lo And Behold       | 愛·回家之開心速遞         | Mã Mỹ Na (Mia, Chị Ma)                   | Xuất hiện từ tập 432 |
| 2018                | Thưa ngài thẩm phán                         | OMG, Your Honour                    | 是咁的，法官閣下          | Tống đại luật sư                         |                      |
| 2019                | Mười hai truyền thuyết                      | Our Unwinding Ethos                 | 十二傳說                  | Nhậm Như Ý                               |                      |
| 2019                | Đại gia hàng xóm                            | My Life as Loan Shark               | 街坊財爺                  | Châu                                     |                      |
| 2020                | Đồng tiền có tội                            | Of Greed and Ants                   | 黃金有罪                  | Lê Thụy Vân                              |                      |
| 2021                | Mất trí 24 giờ                              | The Forgotten Day                   | 失憶24小時                | Lý Tú Phương                             |                      |

### Phim điện ảnh
| Năm  | Tên phim bằng tiếng Việt | Tên phim bằng tiếng Anh  | Tên phim bằng tiếng Trung | Vai diễn | Ghi chú            |
| 1994 | Phi hổ hùng tâm          | The Final Option         | 飛虎雄心                  | Yvonne   | Bạn gái của A Bang |
| 1994 | Cẩm tú tiền trình        | Long and Winding Road    | 錦繡前程                  |          |                    |
| 2009 | 72 khách trọ             | 72 Tenants of Prosperity | 72家租客                  |          |                    |
| 2010 | Tôi Yêu Hồng Kông        | I love Hong Kong         | 我愛香港開心萬歲          |          |                    |
| 2011 |                          |                          | 愛人再見                  |          |                    |
| 2012 | Tôi yêu Hồng Kông 2012   | I Love Hong Kong 2012    | 2012我愛HK 喜上加囍       | Vợ       |                    |

### Chương trình tạp kỹ
| Năm  | Tên chương trình bằng tiếng Việt | Tên chương trình bằng tiếng Anh | Tên chương trình bằng tiếng Trung | Ghi chú                          |
| TVB  |                                  |                                 |                                   |                                  |
| 2002 | Hương Cảng tùng nhất tùng        |                                 | 香港鬆一鬆                        | Chủ trì                          |
| 2002 | Hạ nhật tình khiên bắc hải đạo   |                                 | 夏日情牽北海道                    | Chủ trì                          |
| 2015 | Tỷ muội đào                      | All Things Girl                 | 姊妹淘                            | Khách mời Phần 5, Tập 167 và 168 |
| 2017 | Nhà họ Mã ăn tối                 | Dinner Mas                      | 馬家開飯                          | Khách mời Tập 8                  |
| 2019 | Park YOHO chu mạt tốc đệ         | PARK YOHO Weekend Express       | Park YOHO 週末速遞                | Tập 4 (Đóng vai Vân)             |
| 2019 | Lưu hành đô thị                  | Big City Shop                   | 流行都市                          | Khách mời Ngày 14 tháng 11       |

### Quảng cáo
| Năm  | Sản phẩm |
| 1997 | 永安百貨「H.I.P 購物行動」 Lưu trữ ngày 13 tháng 2 năm 2021 tại Wayback Machine Được lưu trữ ngày 31 tháng 1 năm 2021 tại Wayback Machine |
| 2016 | 職業安全健康局「緣來自職安 相睇篇」 Lưu trữ ngày 2 tháng 3 năm 2021 tại Wayback Machine Lưu trữ ngày 2 tháng 3 năm 2021 tại Wayback Machine Lưu trữ ngày 2 tháng 3 năm 2021 tại Wayback Machine Lưu trữ ngày 2 tháng 3 năm 2021 tại Wayback Machine Lưu trữ ngày 2 tháng 3 năm 2021 tại Wayback Machine |
| 2018 | DPM Home「體貼小貼士」Tập đầu tiên Lưu trữ ngày 2 tháng 3 năm 2021 tại Wayback Machine |
| 2018 | DPM Home「體貼小貼士」Tập thứ hai Lưu trữ ngày 2 tháng 3 năm 2021 tại Wayback Machine |
| 2018 | DPM Home「體貼小貼士」Tập thứ ba Lưu trữ ngày 2 tháng 3 năm 2021 tại Wayback Machine |
| 2018 | DPM Home「體貼小貼士」Tập thứ tư Lưu trữ ngày 2 tháng 3 năm 2021 tại Wayback Machine |
| 2018 | DPM Home「體貼小貼士」Tập thứ năm Lưu trữ ngày 2 tháng 3 năm 2021 tại Wayback Machine |

## Giải thưởng và đề cử
| Năm  | Lễ trao giải               | Giải thưởng                                 | Vai diễn                       | Kết quả |
| 2021 | TVB Anniversary Award 2021 | Nhân vật nữ truyền hình được yêu thích nhất | Mã Mỹ Na （Mái ấm gia đình 4） | Đề cử   |